# Assassin (videojuego)
Assassin es un videojuego de plataformas con elementos de shoot 'em up para la Amiga. Fue desarrollado por Psionic Systems y distribuido en 1992 por Team17, la compañía conocida por su franquicia Worms. Assassin fue actualizado y relanzado en 1994 como Assassin: Special Edition.

## Jugabilidad
El personaje es un asesino que ha sido contratado para matar al antagonista del juego, «Midan». Tras ser dejado detrás de las líneas enemigas, deberá desactivar la fuente de poder de Midan, y luego asesinarlo. El asesino está armado con un búmeran con bordes afilados. El juego es controlado con un joystick.
Existen tres niveles de habilidad: Rookie, Arcade, y Ultimate. Además de cambiar la dificultad, cada nivel desbloqueará más cosas del juego que el nivel de menor dificultad. Los enemigos son más difíciles de vencer en los niveles posteriores, pero otorgarán más recompensas.
El jugador debe guiar al asesino a lo largo de los niveles enfrentando enemigos, desde perros salvajes a cañones láser montados a las paredes. El jugador es capaz de controlar al asesino por las plataformas, escalar paredes y techos para avanzar y evitar enemigos. También puede usar el ''boomerang'' para atacar, o usar armas extra obtenidas al cumplir ciertos requisitos.

## Desarrollo
Assassin fue desarrollado por Psionic Systems en conjunción con Team17. El jefe de proyecto fue Martyn Brown. Fue programado por David Broadhurst y Haydn Dalton con trabajo adicional de Mike y Andrew Oakley. La música y efectos de sonido fueron hechos por Allister Brimble.

## Recepción
Assassin recibió calificaciones altas. The One Amiga calificó al juego con un 92%, elogiando todas las áreas del juego, en particular los efectos de sonido. En la reseña, el crítico señaló que los efectos de sonido fueron «algunos de los más imaginativos y atmosféricos que he oído». El único criticismo en la reseña fue que algunos de los fondos parecieron vacíos.
La reseña de Amiga Power señaló las similitudes del juego con Strider y Turrican, pero en general calificó al juego con un 89%. Nuevamente, la atmósfera del juego fue elogiada, al igual que los gráficos y la animación.
CU Amiga puntuó al juego con un 89% y señaló el tamaño de los mapas del juego. Existen más de 1500 pantallas en los cinco niveles. La revista dijo que esta fue una de las características más impactantes del juego.
En el episodio 2 de la temporada 1, el show de televisión británico Bad Influence! le dio 4 estrellas (de las chicas) y 3 estrellas (de los chicos), de un máximo de 5.
Más allá de la aclamación de la crítica, Martyn Brown, cofundador de Team17 considera a Assassin el juego menos exitoso de Team17. Esto se lo atribuye a su encanto limitado.

## Legado
Assassin: Special Edition fue lanzado 2 años después del original y varios elementos de la jugabilidad fueron alterados. El primer nivel fue removido, junto a los enemigos perros, y el ''boomerang'' fue reemplazado con un arma láser. Amiga Power le dio al juego una calificación menor de 79%, pero aún aclamó gran parte del mismo.